# Targ Węglowy w Gdańsku

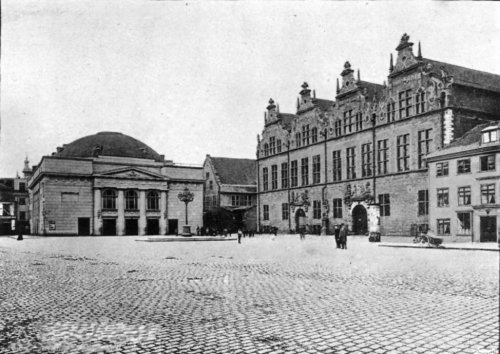
Targ Węglowy, po lewej Teatr Miejski (obecnie Teatr Wybrzeże), po prawej Zbrojownia, 1890

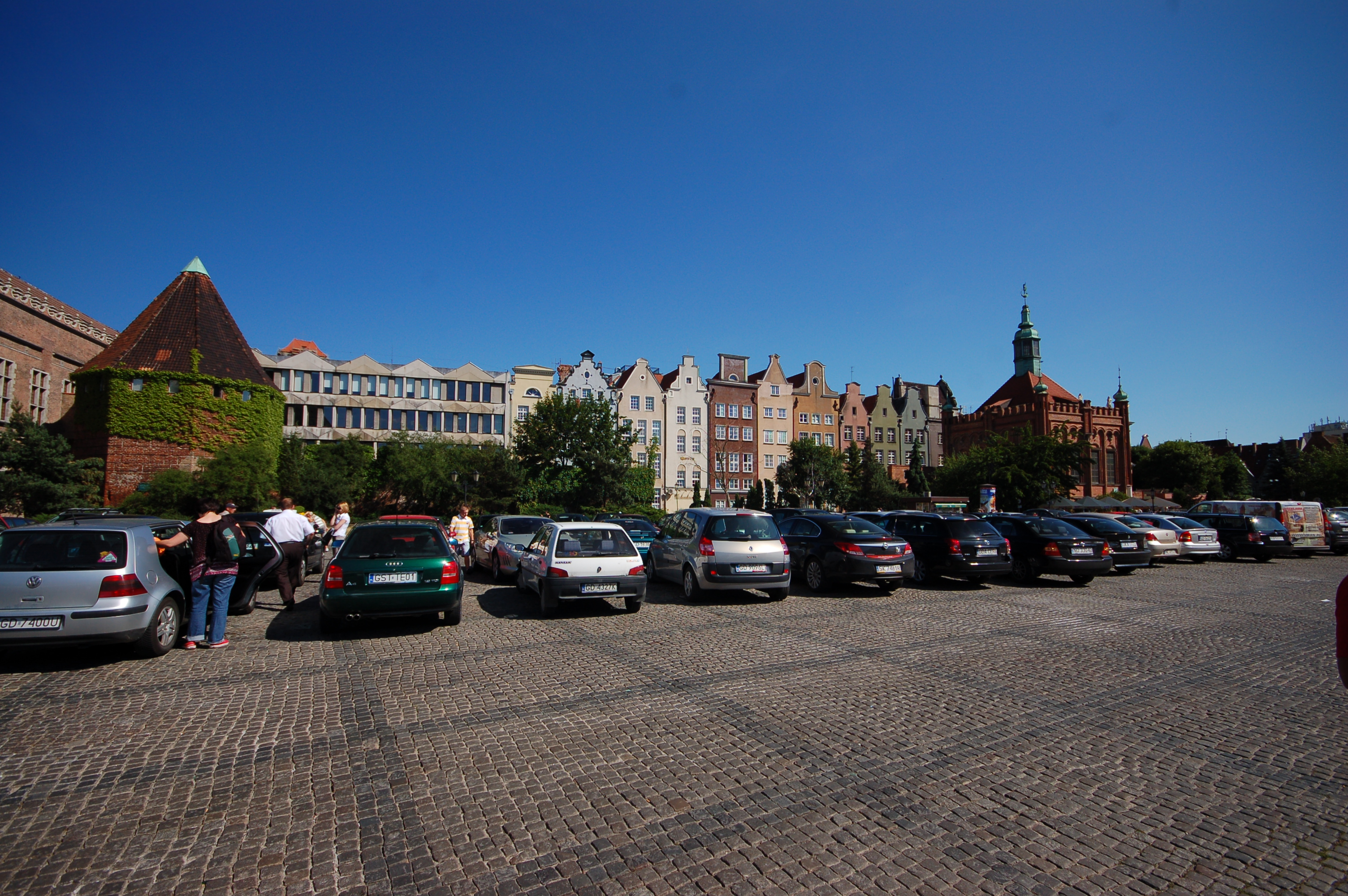
Wschodnia pierzeja Targu Węglowego (po lewej Baszta Słomiana, po prawej Dwór Bractwa św. Jerzego), 2010

Targ Węglowy (niem. Kohlenmarkt, kaszb. Wãglowi Tôrg) – plac w Gdańsku na Głównym Mieście, element Drogi Królewskiej.

## Położenie
Targ Węglowy jest położony pomiędzy ulicą Wały Jagiellońskie i najsłynniejszą ulicą Gdańska - Długą. Od południa łączy się z ulicą Bogusławskiego, od północy z Targiem Drzewnym.

## Historia
Miejsce na którym się dziś znajduje Targ Węglowy nadane zostało miastu przywilejem w 1342. Od XV wieku plac służył handlowi węglem. Obszar bezpośrednio przed zbrojownią zwano Targiem Grochowym, a po jego zachodniej stronie znajdował się pchli targ zwany Tandetą (niem. Tagnete, kaszb. Tanéta).
13 stycznia 2019 r. na Targu Węglowym miał miejsce zamach na prezydenta Gdańska Pawła Adamowicza, w następstwie którego poniósł on śmierć. W rocznicę zamachu, w jego miejscu odsłonięto tablicę pamiątkową upamiętniającą zamordowanego prezydenta Gdańska. 

### Poprzednie nazwy
- Anger umme sente Gertruden kirchhof
- Dominiksplan
- Grosse Vendet
- Tagnete
- Erbsenmarkt
- Theaterplatz

## Obecnie
W 2013 roku na prośbę Gazety Wyborczej Targ został wyłączony z ruchu samochodowego i zwrócony mieszkańcom w ramach akcji "Targ Węglowy musi być dla ludzi". W dniach 26.08-04.09.2013 roku z inicjatywy Instytutu Kultury Miejskiej w Gdańsku na targu stanęły zielone wyspy z naturalną trawą oraz elementy małej architektury takie jak leżaki czy krzesła oraz różnych rozmiarów i kształtów drewniane pudełka z otwarciami. Przez okres 10 dni przeprowadzane były ankiety oraz zbierano pomysły mieszkańców na to jak wykorzystać Targ Węglowy. 24.09.2013 roku w Teatrze Wybrzeże odbyło się spotkanie z zainteresowanymi dalszymi rozmowami odnośnie do targu zorganizowane przez Miasto Gdańsk. 
Aktualnie Targ Węglowy wciąż używany jest jako wielki parking. Cyklicznie bywa miejscem imprez i koncertów (pawilony jarmarku dominikańskiego, festyny, koncerty).
Do 2021 miał tu powstać podziemny parking wielopoziomowy na około 110 pojazdów.
W 2021 podjęto decyzję o rozebraniu tzw. Pasażu Królewskiego wraz z przylegającą kamienicą.
Nawierzchnia w całości wykonana jest z granitowego bruku.

## Obiekty
- Katownia
- Dwór Bractwa św. Jerzego
- Wielka Zbrojownia
- Baszta Słomiana
- Akademia Sztuk Pięknych w Gdańsku
- Teatr Wybrzeże
- Drzewo Millennium
- Budynek LOT-u